# Der Fahnder
Der Fahnder is een Duitse politieserie die op televisie werd uitgezonden door de ARD van 1985 tot 2005. In Nederland werd de serie door de VARA uitgezonden onder de titel De Speurder.

## Rolverdeling
| Acteur                   | Personage                     | Periode   |
| ------------------------ | ----------------------------- | --------- |
| Klaus Wennemann          | Hannes Faber                  | 1985-1992 |
| Jörg Schüttauf           | Thomas Becker                 | 1993-1996 |
| Hans-Jürgen Schatz       | Max Kühn                      | 1985-1993 |
| Dieter Pfaff             | Otto Schatzschneider          | 1985-1996 |
| Barbara Freier           | Susanne Faber                 | 1985-1993 |
| Michael Lesch            | Martin Riemann                | 1997-2000 |
| Martin Lindow            | Thomas Wells                  | 2000-2005 |
| Dietrich Mattausch       | Norbert Rick                  | 1985-2005 |
| Astrid M. Fünderich      | Dr. Katharina Winkler         | 1997-2005 |
| Sascha Posch             | Konstantin Broecker           | 1997-2005 |
| George Lenz              | Frank Dennert                 | 1993-1996 |
| Andreas Windhuis         | Guido Kroppeck                | 2000-2005 |
| Susann Uplegger          | Cornelia 'Conny' Seitz        | 1993-1996 |
| Jophi Ries               | Gregor Solomon                | 1993-1995 |
| Andreas Mannkopf         | Franz Behrmann                | 1993-1996 |
| Thomas Balou Martin      | Karl-Heinz 'Kalle' Mischewski | 1997-2000 |
| Tana Schanzara           | Maria                         |           |
| Leonard Lansink          | Paul                          |           |
| Diether Krebs            | Kuballa                       |           |
| Beatrice Manowski        | Jasmin                        |           |
| Simone Brahmann          | Renate                        |           |
| Karl-Heinz von Liebezeit | Henske                        |           |
| Oliver Stritzel          | Hansen                        |           |
| Joe Bausch               | Monheim                       |           |
| Ulrike Kriener           | Frau Gold                     |           |
| Julia Brendler           | Manju                         |           |
| Jim Boeven               | Ledermann                     |           |
| Hendrik Duryn            | Petrosjan                     |           |
| Nicola Tiggeler          | Yvonne Meinecke               |           |
| Rita Russek              | Elli                          |           |